# 데니스 하르마시
데니스 하르마시(우크라이나어: Дени́с Ві́кторович Га́рмаш, 1990년 4월 19일-)는 우크라이나 태생의 축구선수로 현재 디나모 키예프에서 미드필더로 활약 중이다.